# Scipione Capece
Scipione Capece (in latino Scipio Capicius; Napoli, 1480 circa – Napoli, 9 dicembre 1551) è stato un giurista e poeta italiano.

## Biografia

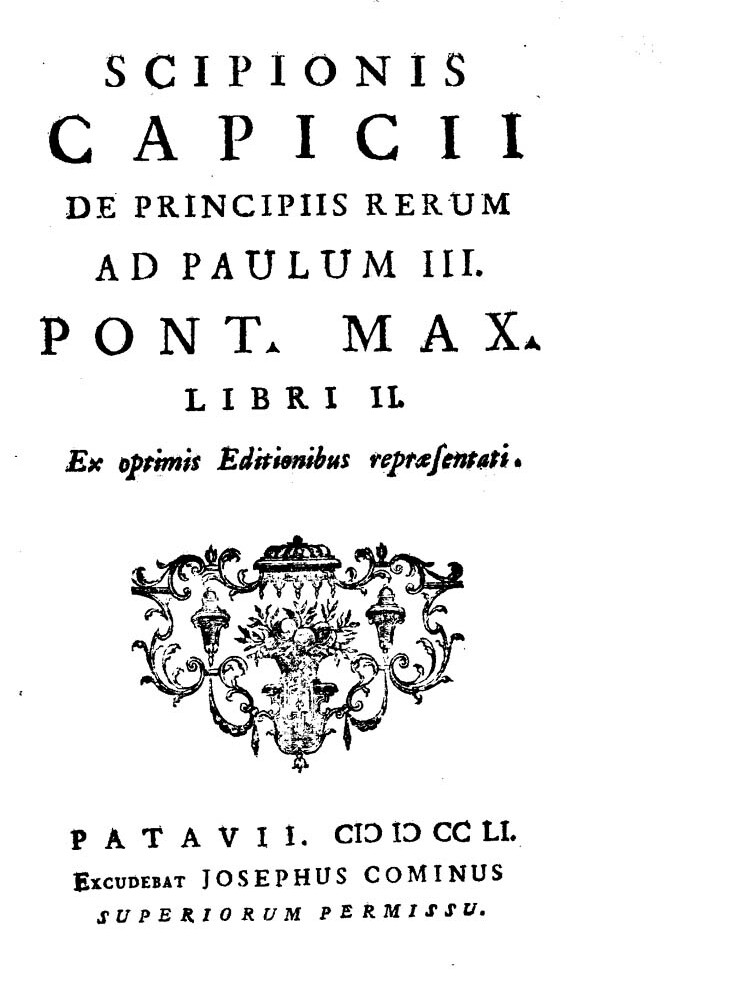
De principiis rerum, 1751

Giureconsulto e umanista, visse e operò a Napoli, dove insegnò diritto civile e presiedette l'Accademia Pontaniana.
Nel 1535 pubblicò i commentari su Virgilio di Tiberio Claudio Donato; inoltre compose tre poemi didattici: Inarime (1532), De vate maximo (1533) e De principiis rerum (1546). In quest'ultimo, imitava Lucrezio, ma con una teoria opposta (antimaterialistica).
Sospettato di eresia (come riferito da Giulio Basalù all'Inquisizione veneziana il 21 maggio 1555) e di sedizione contro il viceré Toledo, subì la destituzione e la soppressione dell'Accademia Pontaniana di cui ospitava le riunioni. Si rifugiò quindi presso il principe di Salerno, Ferrante Sanseverino.

## Opere
- (LA) Da vate maximo, 1533.
- (LA) De principiis rerum, Padova, Giuseppe Comino, 1751  [1546].
- De principiis rerum, traduzione di Francesco Maria Ricci, Venezia, Stampe Remondiniane, 1754.
- Carmen de nativitate Domini, traduzione di Urbano Lampredi, Napoli, ex Porcelliana typographia, 1833.